# Медлі (Флорида)
Медлі (англ. Medley) — місто (англ. town) в США, в окрузі Маямі-Дейд штату Флорида. Населення — 1056 осіб (2020).

## Географія
Медлі розташоване за координатами 25°51′51″ пн. ш. 80°20′57″ зх. д. / 25.86417° пн. ш. 80.34917° зх. д. (25.864117, -80.349150).  За даними Бюро перепису населення США в 2010 році місто мало площу 15,29 км², з яких 12,25 км² — суходіл та 3,04 км² — водойми.

## Демографія
Згідно з переписом 2010 року, у місті мешкало 838 осіб у 333 домогосподарствах у складі 224 родин. Густота населення становила 55 осіб/км².  Було 350 помешкань (23/км²).
Расовий склад населення:
| - 93,1 % — білих - 1,0 % — чорних або афроамериканців - 0,2 % — корінних американців - 2,7 % — осіб інших рас |

До двох чи більше рас належало 3,0 %. Частка іспаномовних становила 92,2 % від усіх жителів.
За віковим діапазоном населення розподілялося таким чином: 14,7 % — особи молодші 18 років, 56,9 % — особи у віці 18—64 років, 28,4 % — особи у віці 65 років та старші. Медіана віку мешканця становила 48,3 року. На 100 осіб жіночої статі у місті припадало 94,4 чоловіків;  на 100 жінок у віці від 18 років та старших — 94,3 чоловіків також старших 18 років.
Середній дохід на одне домашнє господарство  становив 41 761 долар США (медіана — 27 857), а середній дохід на одну сім'ю — 50 852 долари (медіана — 27 266). Медіана доходів становила 30 500 доларів для чоловіків та 21 709 доларів для жінок. За межею бідності перебувало 20,9 % осіб, у тому числі 21,5 % дітей у віці до 18 років та 33,9 % осіб у віці 65 років та старших.
Цивільне працевлаштоване населення становило 412 осіб. Основні галузі зайнятості: транспорт — 17,2 %, мистецтво, розваги та відпочинок — 15,3 %, освіта, охорона здоров'я та соціальна допомога — 11,9 %.